# PRIDE.25
PRIDE.25（プライド・トゥウェンティファイブ）は、日本の総合格闘技イベント「PRIDE」の大会の一つ。2003年3月16日、神奈川県横浜市の横浜アリーナで開催された。海外PPVでの大会名は「PRIDE 25: Body Blow」。
大会メインイベントでは、アントニオ・ホドリゴ・ノゲイラとエメリヤーエンコ・ヒョードルによるPRIDEヘビー級タイトルマッチが行われた。

## 大会概要
メインイベントのPRIDEヘビー級タイトルマッチでは、挑戦者エメリヤーエンコ・ヒョードルが後に「氷の拳」と呼ばれたパウンドで王者アントニオ・ホドリゴ・ノゲイラを圧倒。判定勝ちにより、第2代PRIDEヘビー級王者となった。

## 試合結果
第1試合 PRIDEルール 1R10分、2・3R5分
○  アントニオ・ホジェリオ・ノゲイラ vs.  中村和裕 ×
2R 3:30 腕ひしぎ十字固め
第2試合 PRIDEルール 1R10分、2・3R5分
○  小路晃 vs.  アレックス・スティーブリング ×
3R終了 判定2-1
第3試合 PRIDEルール 1R10分、2・3R5分
○  アレクサンダー大塚 vs.  山本喧一 ×
3R終了 判定3-0
第4試合 PRIDEルール 1R10分、2・3R5分
○  アンデウソン・シウバ vs.  カーロス・ニュートン ×
1R 6:26 KO（左跳び膝蹴り→パウンド）
第5試合 PRIDEルール 1R10分、2・3R5分
○  ダン・ヘンダーソン vs.  大山峻護 ×
1R 3:27 KO（右フック→パウンド）
第6試合 PRIDEルール 1R10分、2・3R5分
○  ニーノ・"エルビス"・シェンブリ vs.  桜庭和志 ×
1R 6:07 TKO（レフェリーストップ：膝蹴り）
第7試合 PRIDEルール 1R10分、2・3R5分
○  クイントン・"ランペイジ"・ジャクソン vs.  ケビン・ランデルマン ×
1R 7:00 TKO（レフェリーストップ：マウントパンチ）
第8試合 PRIDEヘビー級タイトルマッチ 1R10分、2・3R5分
○  エメリヤーエンコ・ヒョードル vs.  アントニオ・ホドリゴ・ノゲイラ ×
3R終了 判定3-0
※ヒョードルが王座獲得に成功。